# Rhytidortalis solocifemur
Rhytidortalis solocifemur är en tvåvingeart som först beskrevs av Günther Enderlein 1924.  Rhytidortalis solocifemur ingår i släktet Rhytidortalis och familjen bredmunsflugor. Inga underarter finns listade i Catalogue of Life.